# Rödstjärtad minla
Rödstjärtad minla (Minla ignotincta) är en asiatisk fågel i familjen fnittertrastar inom ordningen tättingar.

## Utseende och läte
Rödstjärtad minla är en liten (13-14,5 cm), svarthuvad fnittertrast med gulvitt på ögonbrynsstreck och strupe. Ovansidan är brun, undersidan blekgul. Hanen har jämfört med honan tydligare rött inslag på mantel, vingpanel och stjärtsidor. Sången består av en rätt ljus, ljudlig ramsa, "wi ti wi-wu", som upprepas snabbt varannan sekund.

## Utbredning och systematik
Rödstjärtad minla delas in i fyra underarter med följande utbredning:
- Minla ignotincta ignotincta – förekommer från Nepal till Myanmar, sydöstra Tibet, Assam och södra Kina (nordvästra Yunnan)
- Minla ignotincta mariae – förekommer i södra Kina (sydöstra Yunnan) till norra Tonkin
- Minla ignotincta sini – förekommer i södra Kina (Yao Shan-regionen, Guangxi)
- Minla ignotincta jerdoni – förekommer i södra Kina (södra Sichuan, södra Hunan och Yao Shan-regionen, Guangxi)

### Släktskap
Tidigare delade rödstjärtad minla släktet Minla med två andra arter som efter DNA-studier visat sig vara nära besläktade med bandvingar i Actinodura: rostkronad bandvinge och blåstjärtad bandvinge. Den rödstjärtade minlans närmaste släkting är rostryggig sibia (Leioptila annectans, tidigare i Heterophasia). Dessa två är systergrupp till prakttimaliorna i Liocichla.

## Levnadssätt
Rödstjärtad minla förekommer i städsegrön lövskog, ibland tallskog och lövfällande skog, på mellan 1100 och 2800 meters höjd. Den ses vanligtvis i flockar, ibland rätt stora, på jakt efter insekter och deras larver, men också frön. Fågeln häckar mellan april och juni. Boet beskrivs som en vacker skål eller djup ficka, vari den lägger två till fyra djupblå ägg med rödbruna eller svarta fläckar.

## Status och hot
Arten har ett stort utbredningsområde och en stor population, men tros minska i antal på grund av habitatförstörelse och fragmentering, dock inte tillräckligt kraftigt för att den ska betraktas som hotad. Internationella naturvårdsunionen IUCN kategoriserar därför arten som livskraftig (LC). Världspopulationen har inte uppskattats men den beskrivs som frekvent förekommande till ganska vanlig.

## Namn
Minla är det nepalesiska namnet på fågeln.